# Bruchophagus silvensis
Bruchophagus silvensis är en stekelart som först beskrevs av Girault 1915.  Bruchophagus silvensis ingår i släktet Bruchophagus och familjen kragglanssteklar. Inga underarter finns listade.